# Geleira Crosswell
 Coordenadas : orientação de longitude inválida, deve ser "E" ou "W"
A geleira Crosswell  é uma geleira 10 milhas náuticas (18 km) de comprimento, fluindo para norte-nordeste a partir do monte Shinn, na parte central da cordilheira Sentinela, montanhas Ellsworth. Juntamente com as geleiras Patton e Pulpudeva, ela adentra a geleira Ellen a noroeste do Pico Mamarchev e a sudoeste do Monte Jumper. Mapeada primeiramente pelo United States Geological Survey (Serviço Geológico dos Estados Unidos) (USGS) a partir dos levantamentos e fotos aéreas da Marinha dos Estados Unidos, 1957-59. Batizado pelo Advisory Committee on Antarctic Names (Comitê Consultivo para Nomes Antárticos - US-ACAN), recebeu o nome do coronel Horace A. Crosswell, da Força Aérea dos Estados Unidos (USAF), líder de lançamentos aéreos do C-124 Globemaster no estabelecimento de uma estação científica no Polo Sul na temporada de 1956-57.

## Geleiras afluentes
- Geleira Ramorino
- Geleira Cervellati